# Ambrosiodmus
Ambrosiodmus (лат.) — род жуков-короедов из трибы Xyleborini (Scolytinae, Curculionidae). Около 100 видов. 

## Распространение
Встречаются повсеместно в лесных регионах.

## Описание
Мелкие жуки-короеды, величина которых колеблется в пределах нескольких миллиметров (от 2,5 мм до 4,8 мм). Тело обычно толстое и темного цвета, в 1,7—2,8 раза длиннее своей ширины. Ambrosiodmus отличается следующими признаками: короткая и округлая переднеспинка; диск переднеспинки полностью ровный; передний край переднеспинки без киля и зазубрин; диск надкрылий выпуклый; булава усиков уплощенная; скутеллюм плоский, на одном уровне с надкрыльями; микангиальные пучки отсутствуют; прококсы смежные.
Усики коленчатые с ясно отграниченной крупной булавой и скапусом, тонкими лапками. Самки имеют округлую, дорсовентрально уплощенную булаву усиков, дугообразные и уплощенные голени средних и задних ног, вооруженные несколькими зубчиками, переднеспинка сильно выпуклая антеродорсально, на переднем скате вооружена неровностями. Характерна гаплодиплоидия и облигатный симбиоз питания с грибами-ксилофагами («грибное садоводство»).
Построенные представителями этого рода в древесине галереи состоят из радиального входного туннеля, ведущего к разветвленным туннелям. Обычно они лежат преимущественно в одной горизонтальной плоскости, но могут распространяться на три измерения. У них отсутствуют увеличенные выводковые камеры. Многие системы галерей часто запускаются на небольшом участке дерева. В отличие от многих ксилоборин, галереи разных особей часто соединяются между собой, так что жуки могут перемещаться между галереями.
Недавние исследования показывают, что все виды Ambrosiodmus и Ambrosiophilus связаны с одним видом полипорового амброзиевого гриба базидиомицета (Flavodon ambrosius, Irpicaceae). Этот гриб обладает большей способностью расщеплять лигноцеллюлозу, чем большинство других грибов. Это позволяет жукам колонизировать древесину на более поздней стадии разложения, чем у большинства жуков-короедов, и сохраняться на одном дереве в течение нескольких поколений.

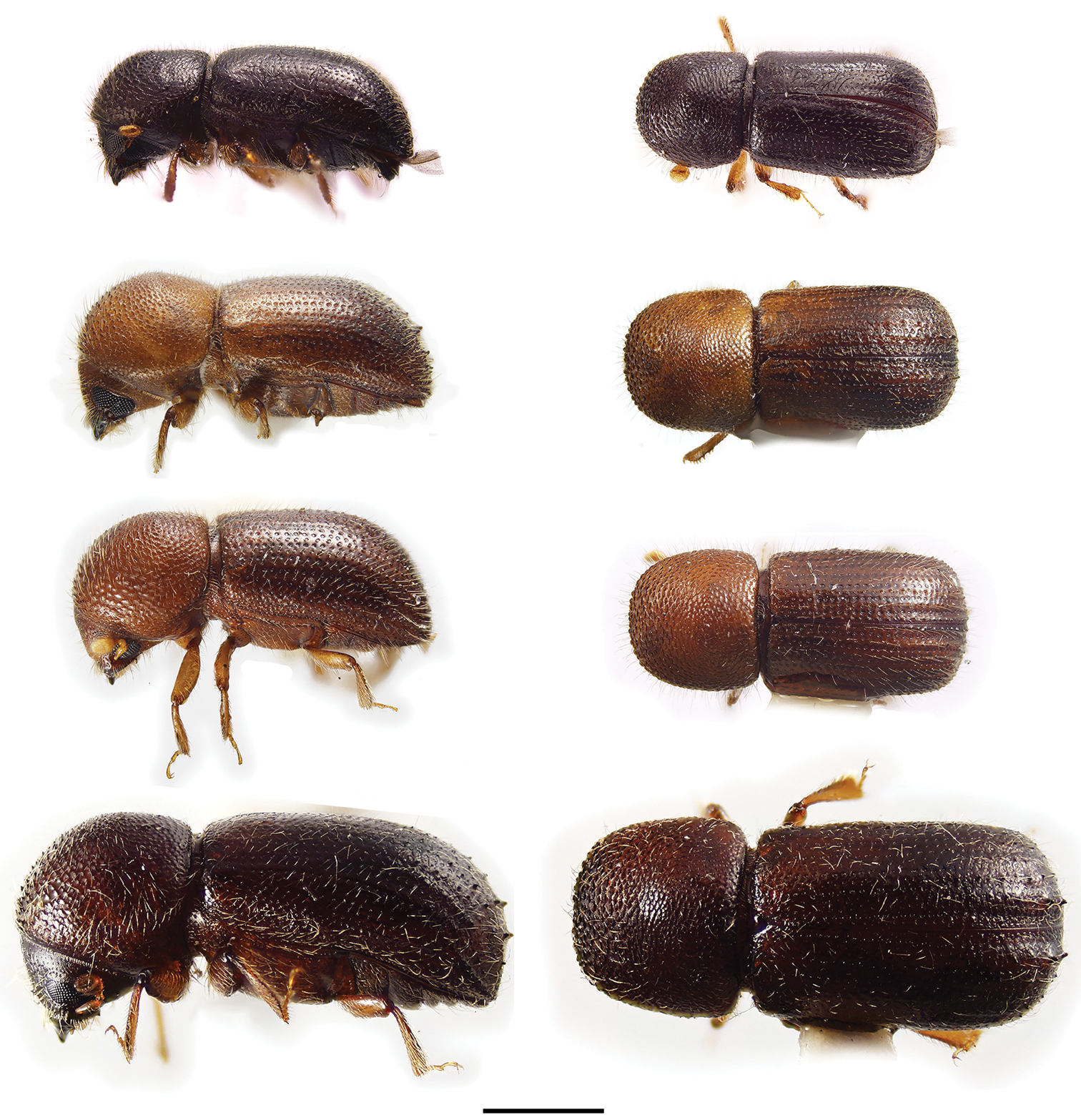
A. obliquus, A. opimus, A. rubricollis, A. tachygraphus.

## Классификация
Включает около 100 видов. Род впервые был выделен в 1915 году на основании типового вида Xyleborus tachygraphus Zimmerman, 1868. Включён в состав трибы Xyleborini (Scolytinae, Curculionidae), где наиболее близок к родам Ambrosiophilus, Beaverium, Immanus.
- Ambrosiodmus addendus
- Ambrosiodmus adustus
- Ambrosiodmus aegir
- Ambrosiodmus albizzianus
- Ambrosiodmus alsapanicus
- Ambrosiodmus anepotulus
- Ambrosiodmus apicalis
- Ambrosiodmus artegranulatus
- Ambrosiodmus asperatus
- Ambrosiodmus bispinosulus
- Ambrosiodmus bostrichoides
- Ambrosiodmus brunneipes
- Ambrosiodmus camphorae
- Ambrosiodmus catharinensis
- Ambrosiodmus coffeiceus
- Ambrosiodmus colossus
- Ambrosiodmus compressus
- Ambrosiodmus consimilis
- Ambrosiodmus conspectus
- Ambrosiodmus cristatulus
- Ambrosiodmus declivispinatus
- Ambrosiodmus desectus
- Ambrosiodmus devexulus
- Ambrosiodmus devexus
- Ambrosiodmus dihingensis
- Ambrosiodmus diversipennis
- Ambrosiodmus eichhoffi
- Ambrosiodmus facetus
- Ambrosiodmus fraterculus
- Ambrosiodmus funebris
- Ambrosiodmus funereus
- Ambrosiodmus funestus
- Ambrosiodmus guatemalensis
- Ambrosiodmus hagedorni
- Ambrosiodmus himalayensis
- Ambrosiodmus incertus
- Ambrosiodmus inferior
- Ambrosiodmus innominatus
- Ambrosiodmus inoblitus
- Ambrosiodmus inopinatus
- Ambrosiodmus katangensis
- Ambrosiodmus klapperichi
- Ambrosiodmus lantanae
- Ambrosiodmus latecompressus
- Ambrosiodmus latisulcatus
- Ambrosiodmus lecontei
- Ambrosiodmus lewisi
- Ambrosiodmus linderae
- Ambrosiodmus loebli
- Ambrosiodmus luteus
- Ambrosiodmus mahafali
- Ambrosiodmus mamibillae
- Ambrosiodmus minor
- Ambrosiodmus natalensis
- Ambrosiodmus neglectus
- Ambrosiodmus nepocranus
- Ambrosiodmus nigripennis
- Ambrosiodmus nodulosus
- Ambrosiodmus obliquecaudata
- Ambrosiodmus obliquus
- Ambrosiodmus ocellatus
- Ambrosiodmus opacithorax
- Ambrosiodmus opimus
- Ambrosiodmus optatus
- Ambrosiodmus ovatus
- Ambrosiodmus paucus
- Ambrosiodmus pellitus
- Ambrosiodmus permarginatus
- Ambrosiodmus pernodulus
- Ambrosiodmus pertortuosus
- Ambrosiodmus pithecolobius
- Ambrosiodmus pseudocitri
- Ambrosiodmus pseudocolossus
- Ambrosiodmus raucus
- Ambrosiodmus restrictus
- Ambrosiodmus rhodesianus
- Ambrosiodmus rubricollis
- Ambrosiodmus rugicollis
- Ambrosiodmus rusticus
- Ambrosiodmus sakoae
- Ambrosiodmus sandragotoensis
- Ambrosiodmus sarawakensis
- Ambrosiodmus scalaris
- Ambrosiodmus semicarinatus
- Ambrosiodmus sexdentatus
- Ambrosiodmus signiceps
- Ambrosiodmus signifer
- Ambrosiodmus subnepotulus
- Ambrosiodmus sulcatus
- Ambrosiodmus tachygraphus
- Ambrosiodmus tenebrosus
- Ambrosiodmus tomicoides
- Ambrosiodmus tortuosus
- Ambrosiodmus triton
- Ambrosiodmus trolaki
- Ambrosiodmus tropicus
- Ambrosiodmus trux
- Ambrosiodmus turgidus
- Ambrosiodmus upoluensis
- Ambrosiodmus vaspatorius
- Ambrosiodmus wilderi